# 施塔肯貝格巴赫河

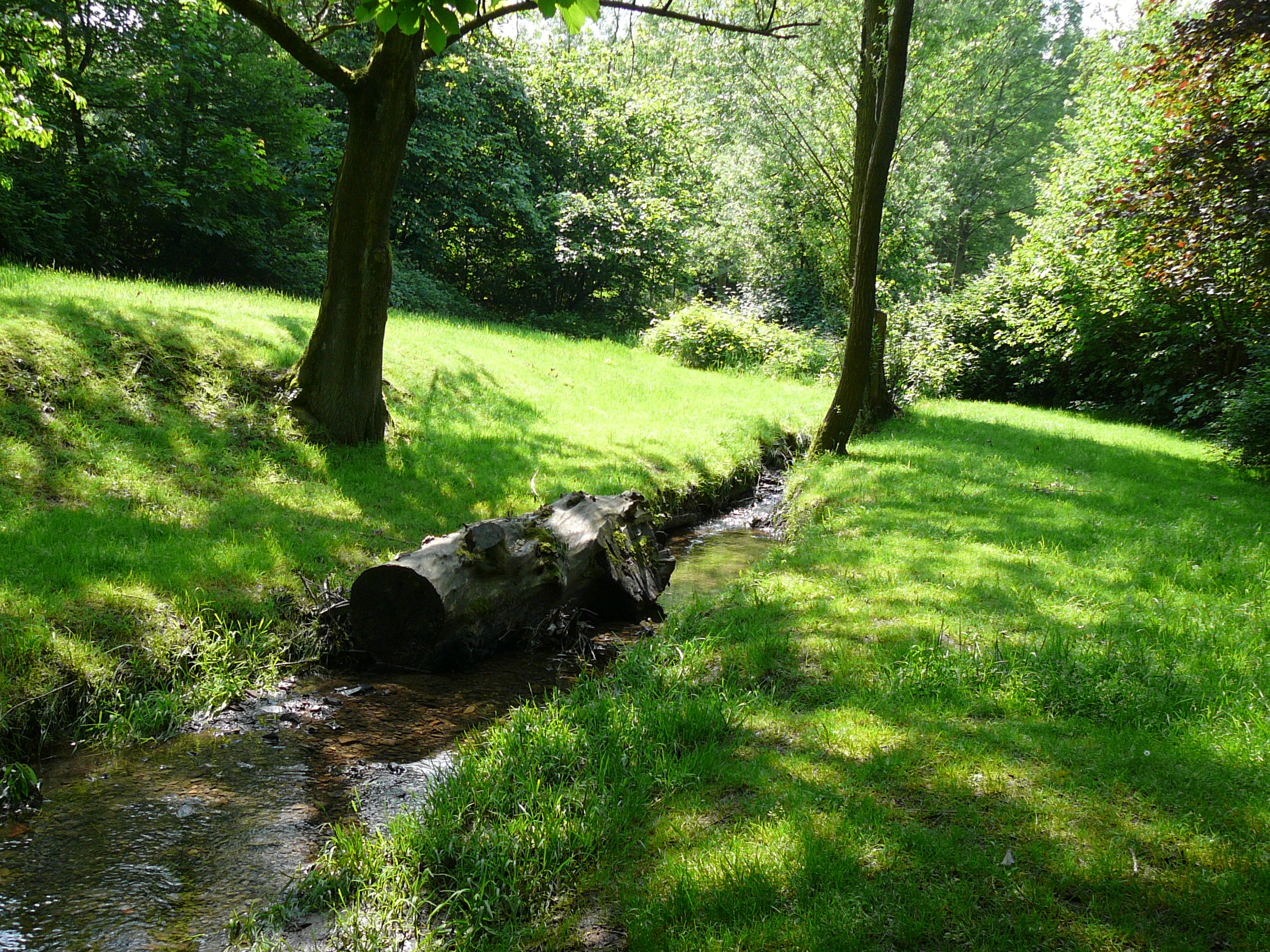

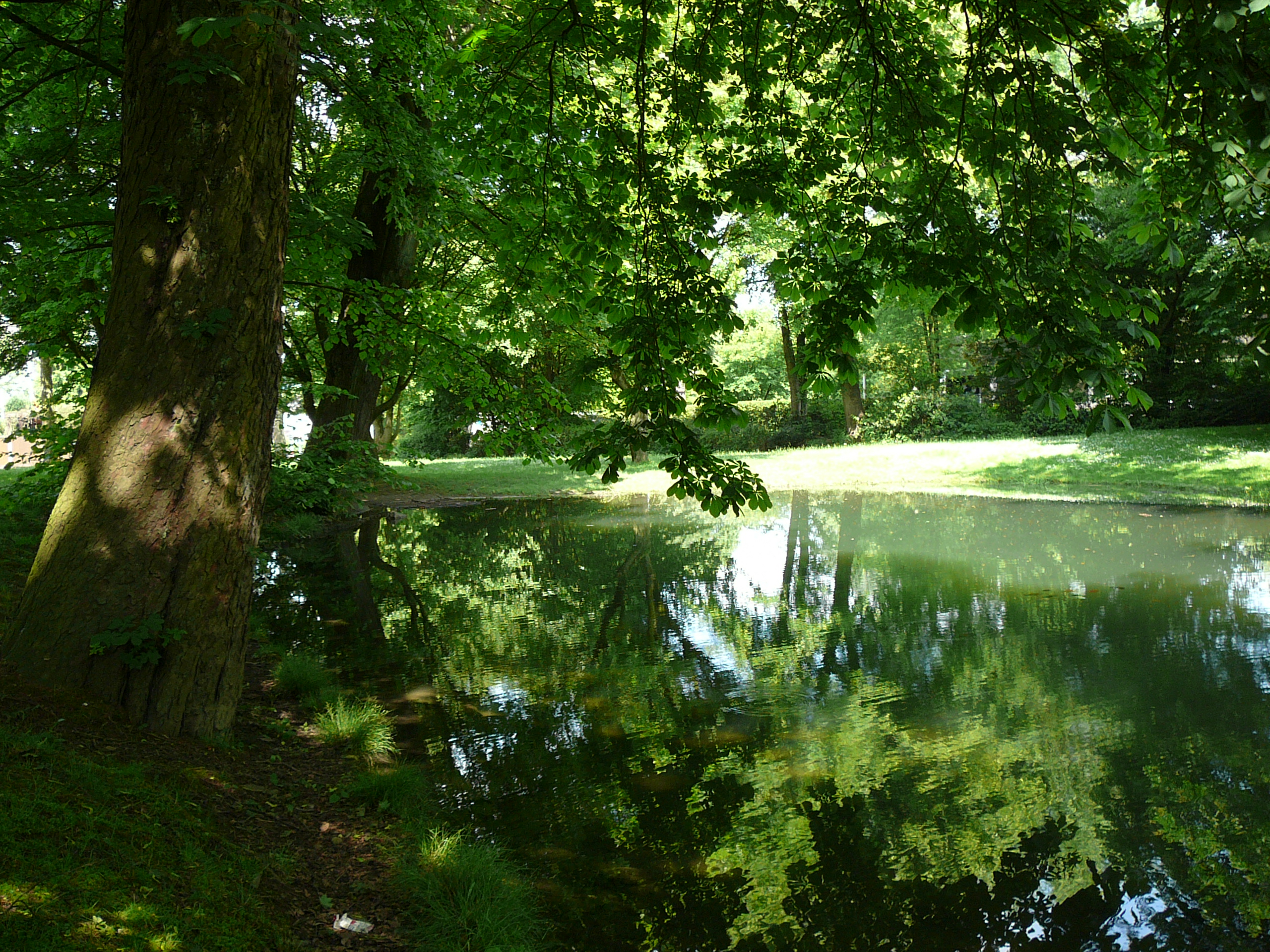

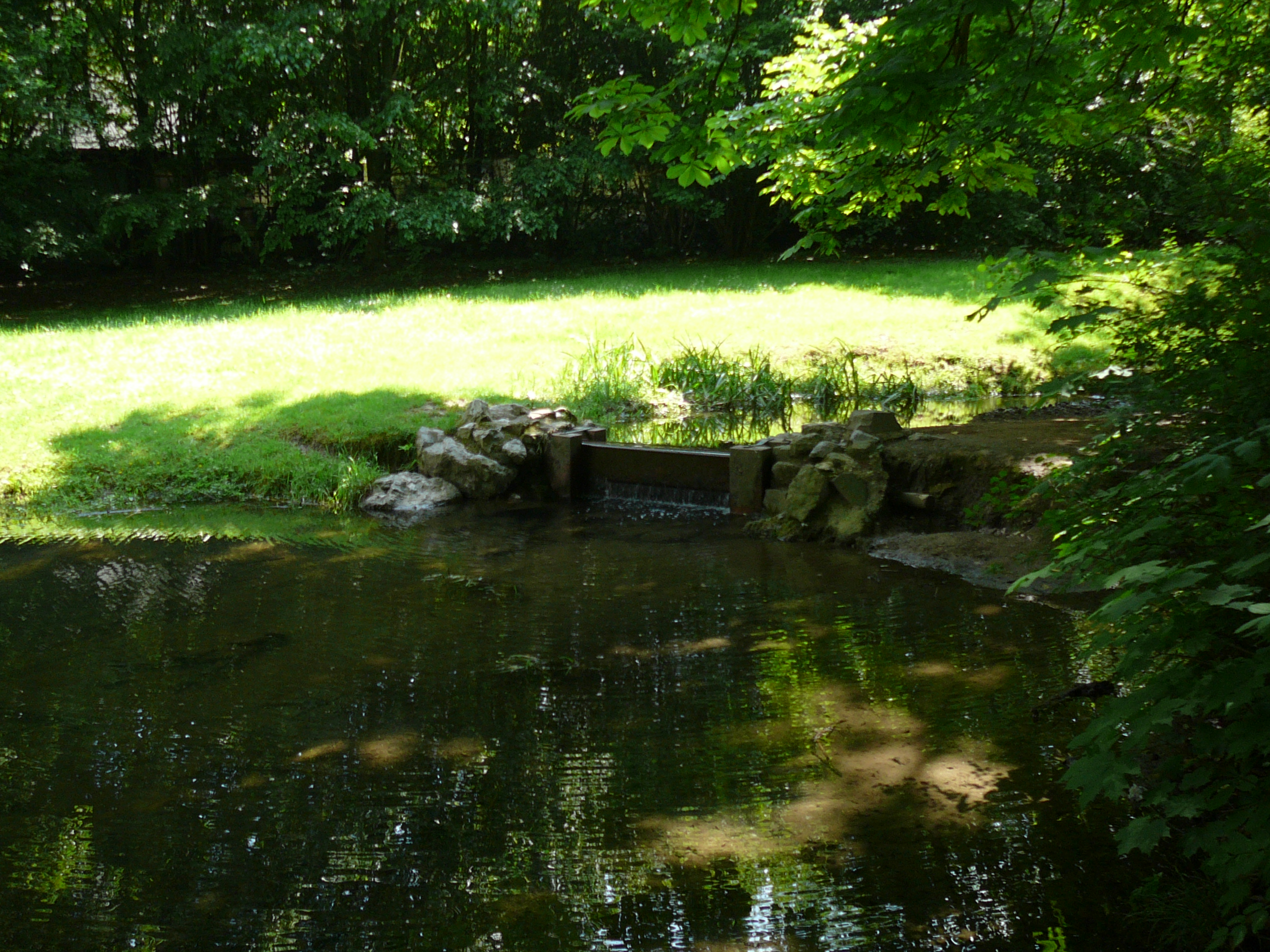

51°14′09″N 7°05′20″E / 51.235851°N 7.089001°E
施塔肯貝格巴赫河（德語：Stackenberger Bach），是德國的河流，位於該國西部，處於北萊茵-威斯特法倫州，屬於羅特沙伊德巴赫河的支流，河道全長2公里，流域面積1平方公里。